# Theclopsis
Genre
Theclopsis est un genre d'insectes lépidoptères - ou papillons de la famille des Lycaenidae, sous-famille des Theclinae, tribu des Eumaeini et du groupe du Tmolus.

## Historique et dénomination
- Le genre a été décrit par les entomologistes Frederick DuCane Godman & Osbert Salvin en 1887[2].
- L'espèce de référence est Thecla lebena (Hewitson)

### Synonymie
- Tatura (Butler, 1887)[3]
- Asymbiopsis (K. Johnson & Le Crom, 1997)

## Liste d'espèces
- Theclopsis demea (Hewitson, 1874)[4]
- Theclopsis lydus (Hübner, 1819)
- Theclopsis leos (Schaus, 1913)[5]
- Theclopsis epidius (Godman & Salvin, 1887) [6]
- Theclopsis gargara (Hewitson, 1868)
- Theclopsis mycon (Godman & Salvin, 1887) [7]
- Theclopsis aurina Robbins, 2002 [8]

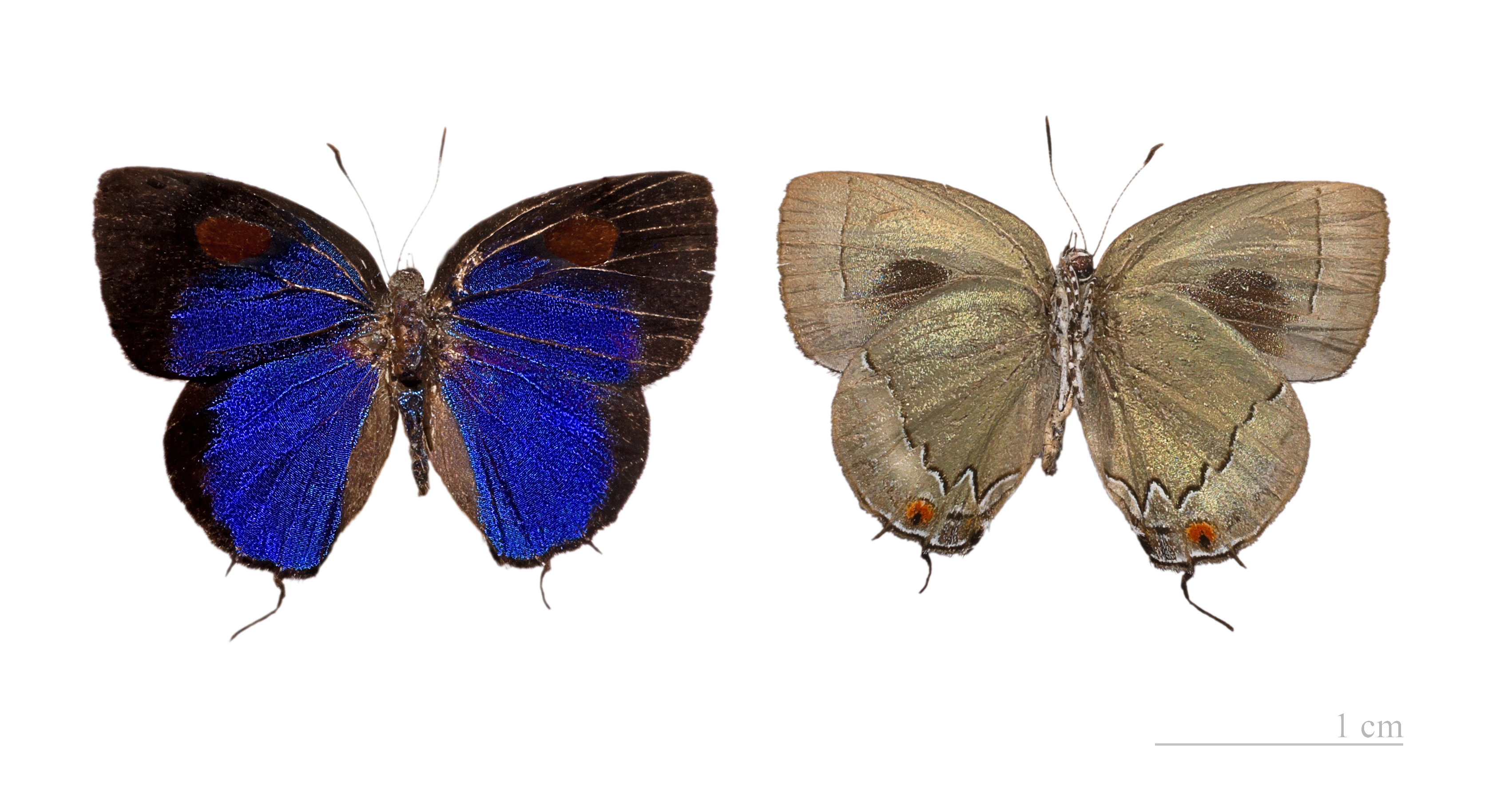
Theclopsis lydus ♂ - les deux faces

## Répartition
- Amérique Centrale et Nord de l'Amérique du Sud.